# 小牧毅
小牧 毅（こまき つよし、1971年4月13日 - ）は、兵庫県競馬組合の元騎手、調教師である。騎手時代は曾和直榮、花村通春厩舎所属であった。
鹿児島県曽於郡有明町（現・志布志市）出身。
1989年10月31日に初騎乗、同日に初勝利。生涯成績は10328戦1009勝。

## 経歴

### 騎手時代
兄である小牧太と共に曾和厩舎に所属していたが、有力馬はほとんど太に回されていた。騎乗技術は「小牧おもし」などと呼ばわりされるほどには低くなかったが、曾和の毅に対する評価は低く、曾和厩舎に出戻った当時も騎乗数の少なさは顕著であった。
太の移籍で騎乗数も増えるかと期待されたが、曾和は岩田康誠を主戦騎手に据えたために騎乗数は逆に減少、さらに2006年には川原正一が曾和厩舎の所属騎手となるに至り、同年4月1日付けで花村通春厩舎に所属変更したが、2007年4月1日より曾和厩舎に戻っている。但し、主戦の川原正一のみならず、JRAに移籍した岩田康誠の兵庫凱旋時の騎乗、2008年3月4日に永島太郎が鴨林毅厩舎から曾和厩舎へ所属変更、本人の調教師試験受験のためもあって、更にも増して騎乗機会は減少。2008年の姫路競馬開催では一度も騎乗が無かった程であった（曾和厩舎所属では唯一人であった）。
2008年7月18日に地方競馬全国協会の調教師一次試験（筆記試験）に合格、その後同年9月19日に二次試験（面接）にも合格し、同年9月29日付の調教師免許の交付が確定した。
最終日となった同年9月25日の騎乗では第5レースにてメイショウオオマで勝利し、これが騎手として生涯最後の勝利となった。尚、最後の騎乗は同日第11レースのテクノシュウホウで9着であった。
引退式が同年10月1日に園田競馬場にて行われた。
デビューから長年、胴青、赤山形、一本輪、そで赤の勝負服を使用していたが、兄が移籍して暫く後から勝負服を兄と同じ胴緑赤山形一本輪そで赤に変更し、引退まで使用していた。
重賞勝利は1999年の播磨賞をノースタイガーで、2000年の園田ジュニアカップをロードバクシンで制した2勝。
兵庫県競馬組合は毎年"KEIBA NOTE"という小冊子を発行している。2005年度版で毅は「自厩舎の馬で他競馬場、JRAで騎乗できたこと」を2004年で一番嬉しかったことに挙げている。2006年度版では「いろいろ」と述べるにとどまった。

### 調教師時代
2008年9月29日付け調教師免許取得、同日より曾和直榮厩舎にて調教師として活動し、その後西脇トレーニングセンターで開業。
2009年2月3日園田競馬第4競走D5二組 4歳以上条件戦にゴールドバタフライで初出走。
2009年3月10日園田競馬第2競走F5二組 3歳条件戦をベルトップスターで勝利し、調教師として初勝利をあげた。
2010年10月3日に新婚さんいらっしゃい!に出演。「大阪旅行で（兄）太と会うはずが、急用のため、代理で会った」のがきっかけで、7歳年上の美貴と意気投合して結婚する。
2013年10月9日園田競馬第10競走姫山菊花賞をダイナミックグロウで制し、調教師として重賞初制覇。
2015年8月14日園田競馬第10競走摂津盃をダイナミックグロウで制す。

## 厩舎所属者
- 長谷部駿弥（騎手、2017年 -）[4]

太字は門下。